# Балтійська трубопровідна система

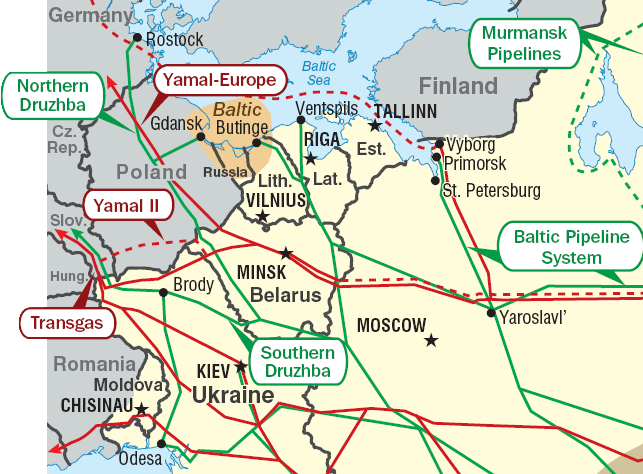
Система трубопроводів Східної Європи

Балтійська трубопровідна система (БТС) — російська система магістральних нафтопроводів, що зв'язує родовища нафти Тимано-Печерського, Західно-Сибірського і Урало-Поволзького районів з морським портом Приморськ. Звідти нафта надходить у Роттердам — головний центр нафтоторгівлі і переробки в Європі. 
Перша черга Балтійської трубопровідної системи, спроектована і побудована російськими фахівцями, була введена в експлуатацію в грудні 2001 року. Це дозволило створити новий незалежний російський експортний напрямок з транспортування нафти через новий спеціалізований морський порт Приморськ продуктивністю 12 млн тонн нафти на рік. Згодом потужність БТС в короткі терміни послідовно нарощувалася до 18, а потім до 30, 42, 62 млн тонн. До кінця 2006 року Приморськ вже був здатний перевалювати в танкери близько 75 млн тонн нафти. 
Станом на 2010 Приморськ — найбільший у Росії порт з відвантаження нафти на експорт. У найближчій перспективі його потужність може бути збільшена до 120 млн тонн.

## Балтійська трубопровідна система - 2
Балтійська трубопровідна система - 2 (БТС-2) — проектована система магістральних нафтопроводів, яка дозволить зв'язати нафтопровід «Дружба» з російськими морськими портами на Балтійському морі за маршрутом Унеча — Великі Луки — Усть-Луга (з відгалуженням на Киришський НПЗ компанії «Сургутнефтегаз»).
У рамках проекту БТС-2 передбачається будівництво магістрального трубопроводу загальною довжиною 998 км потужністю 50 млн тонн нафти на рік. 
Траса нафтопровідної системи пройде по території Брянської, Смоленської, Тверської, Новгородської, Ленінградської областей. 
Потужність першої черги трубопроводу — 35 млн тонн нафти на рік, з можливістю будівництва в майбутньому відгалуження на порт Усть-Луга потужністю 15 млн тонн нафти на рік. 
Закінчення проекту заплановано на грудень 2013 року.